# Play Ball
Play Ball ist ein Rocksong der australischen Band AC/DC und die erste Single aus dem Album Rock or Bust. Er wurde vorab am 7. Oktober 2014 veröffentlicht.

## Hintergrund
Der Song wurde von Angus Young und Malcolm Young geschrieben und von Brendan O’Brien produziert. Die Aufnahmen fanden von Mai bis Juli 2014 statt. Bereits am 27. September 2014 wurde das Lied erstmals in einem Trailer für die Sendung Major League Baseball on TBS verwendet.

## Musikvideo
Regisseur des Musikvideos war David Mallet. Schlagzeuger Phil Rudd war beim Videodreh nicht anwesend. An seiner Stelle spielte Bob Richards, der zuvor für Man, Adrian Smith, Asia oder Shogun tätig war. Es zeigt neben Szenen von diversen Ballspielen die Band einem mit vielen virtuellen Scheinwerfern dekorierten Set und wurde auf YouTube über 20 Millionen Mal abgerufen (Stand: Januar 2021).

## Rezeption
Die Single erreichte in verschiedenen Ländern die Charts, so in der Schweiz auf Platz 19, in Österreich auf Platz 44 und in Deutschland wie auch in Frankreich auf Platz 39.